# Giuseppe Amici (Politiker)
Giuseppe Amici (* 6. Januar 1939 in Fiorentino, San Marino; † 24. Februar 2006 in Borgo Maggiore, San Marino) war ein Politiker der Kommunistischen Partei (PCS) aus San Marino, der unter anderem zwei Mal Capitano Reggente (1979–80, 1984–85) war.

## Leben
Giuseppe Amici wurde am 13. September 1964 für die Kommunistische Partei PCS (Partito Comunista Sammarinese) erstmals Mitglied des Großen und Allgemeinen Rates (Consiglio Grande e Generale) und gehörte dieser in der 17., 18., 19., 20., 21., 22. und der 23. Legislaturperiode bis zu seinem Mandatsverzicht im Juni 1997 an, wobei er später Mitglied der 1991 entstandenen San-marinesischen Kommunistischen Wiedergründung RCS (Rifondazione Comunista Sammarinese) wurde.
Gemeinsam mit Germano De Biagi war er vom 1. Oktober 1979 bis zum 1. April 1980 erstmals Capitano Reggente und damit einer der beiden kollegial amtierenden gleichberechtigten Staatsoberhäupter von San Marino. Das Amt als Capitano Reggente bekleidete er mit Marino Bollini zum zweiten Mal zwischen dem 1. Oktober 1984 und dem 1. April 1985.
Im 21. Kabinett bekleidete Amici vom 26. Juli 1986 bis zum 6. Juli 1988 das Amt des Ministers für Industrie und Handwerk (Deputato per l’Industria e l’Artigianato) und bekleidete dieses Ministeramt auch im darauf folgenden 22. Kabinett zwischen dem 6. Juli 1988 und seiner Ablösung durch Gilberto Ghiotti am 7. September 1990. Zugleich war er vom 26. Juli 1986	bis zum 6. Juli 1988 auch Minister für Territorium, Umwelt und Landwirtschaft (Deputato per il Territorio, l’Ambiente, l’Agricultura). In der 24. Legislaturperiode war er für die RCS vom 31. Mai 1998 bis zum 10. Juni 2001 noch einmal Mitglied des Consiglio Grande e Generale.

## Hintergrundliteratur
- Domenico Gasperoni: I Governi di San Marino. Storia e personaggi, AIEP Editore, Serravalle 2015, ISBN 978-88-6086-118-4